# Фридланд (броненосец)
Броненосец «Фридланд» (фр. Friedland) — барбетно-батарейный броненосец ВМС Франции, построенный в 1865—1876 году. Первоначально планировался как версия броненосцев типа «Ocean» с железным корпусом, но в ходе затянувшейся постройки проект был пересмотрен. Корпус броненосца был построен из дерева, максимальная толщина брони достигала 8,6 дюйма. Был вооружён пушками калибра 274 мм. Назван «Фридланд» в память о победе Французской армии в Битве под городом Фридланд (теперь Правдинск в Калининградской области России). Прослужил до 1898 года, был разобран на лом в 1901.

## История
Ограниченные возможности французской промышленности в 1860-х вынуждали по экономическим соображениям строить в основном деревянные корпуса броненосцев, затем обшиваемые броней. Тем не менее, французы хорошо понимали недостатки деревянных корпусов — высокую пожароопасность, ограниченную продольную прочность, сложности герметизации отсеков — и закладывая серию деревянных броненосцев, старались построить их железный аналог.
«Фридланд» был запланирован как железная версия броненосцев «Ocean», первых французских кораблей с центральной батареей и барбетным расположением орудий главного калибра. Он был заложен в 1865 году, но из-за слабости французской промышленности, постройка его затянулась, и к началу 1870-х корабль не был даже ещё спущен на воду. Последствия франко-прусской войны (необходимость выплачивать репарации Германии) привели к затягиванию постройки и броненосец вступил в строй только в 1876 году, спустя почти 11 лет после начала постройки. За это время его исходный дизайн был существенно пересмотрен.

## Конструкция
«Фридланд» был железным высокобортным броненосцем, полным водоизмещением около 8850 тонн. Он был больше послуживших прототипом «Океанов» и гораздо рациональнее скомпонован. Применение железа позволило разделить корпус на шесть водонепроницаемых отсеков, но двойного дна не было: кроме того, водонепроницаемые переборки доставали только до главной палубы и при сильном затоплении вода могла переливаться через них. Корпус имел характерный для французской школы кораблестроения завал бортов.

### Вооружение
Основное вооружение броненосца составляли восемь 274-миллиметровых 19-калиберных нарезных орудий, два из которых стояли на верхней палубе побортно в небронированых барбетных установках, а остальные шесть — в центральной батарее на главной палубе. Эти орудия были весьма совершенными и мощными образцами тогдашней морской артиллерии, способными пробить у дула 360 миллиметров кованой железной брони. Орудия на верхней палубе имели углы обстрела почти в 180 градусов каждое, и могли наводиться как на борт так и в нос или в корму, в то время как орудия в батарее могли стрелять только на борт.
Помимо тяжелых орудий, на верхней и главной палубе броненосца стояли восемь 138-миллиметровых орудий: двумя группами, впереди и позади барбетов. Орудия эти предназначались для стрельбы разрывными снарядами по небронированым частям вражеских броненосцев, а также для поражения небольших судов, слишком быстрых и маневренных для тяжелых орудий главного калибра. В 1880-х годах корабль дополнительно получил дополнительно батарею противоминных 37-мм орудий Гочкисса.
Подводное вооружение представлял массивный кованый таран. В 1884 году корабль получил четыре 356-мм надводных торпедных аппарата.

### Броневая защита
Подобно практически всем французским броненосцам, «Фридланд» имел главный пояс вдоль всей ватерлинии, от штевня до штевня. Пояс был изготовлен из кованого железа, и имел постоянную толщину в 220 миллиметров. Выше пояса, бронирование имела только главная батарея, защищенная со всех сторон 160-мм броней.

### Силовая установка
Корабль был оснащен возвратно-поступательной паровой машиной, мощностью 4428 л.с. Пар поставляли восемь овальных котлов. Максимальная скорость составляла 13,3 узла, что было чуть меньше чем у «Океанов». Запас хода составлял 4937 км на 10 узлах.
Изначально, корабль должен был иметь полное парусное оснащение. Ещё на стапеле, парусная оснастка была облегчена в пользу парусного оснащения брига. Затем, от центральной мачты отказались, и «Фридланд» вступил в строй только с носовой и кормовой мачтами. Тем не менее, несмотря на все попытки снизить перегрузку, метацентрическая высота по-прежнему составляла всего около 1 метра.

## Служба
Задержавшийся на верфи в Лорьяне, корабль был спущен на воду только после франко-прусской войны, в 1873 году. На оснащение его потребовалось ещё почти три года, и лишь в 1876 году броненосец вступил в строй. «Фридлад» был приписан к Средиземноморскому Эскадрону, и провел всю карьеру на Средиземном Море, в 1881 году участвовав в бомбардировке Сфакса во время завоевания Туниса. В 1884, корабль прошел перевооружение и модернизацию, но уже в 1887 был выведен в резерв. В 1893 году, броненосец вернулся в строй, но уже в 1898 был продан на слом.

## Оценка проекта
«Фридланд» был доработанной версией броненосцев типа «Океан», воплощая ту же концепцию в увеличенном железном корпусе. Долгая достройка в определенной степени благоприятно повлияла на конструкцию корабля: негативный опыт эксплуатации «Океанов» натолкнул французских кораблестроителей на мысль уменьшить верхний вес и усилить тяжелую артиллерию, одновременно сохранив мощную среднекалиберную батарею. Корпус также был собран более рационально, а число водонепроницаемых отсеков удвоено.
На момент закладки, «Фридланд» являлся одним из сильнейших кораблей в мире, превосходя по мощности залпа и броневой защите большинство современников. Но затянувшаяся постройка привела к тому, что на момент ввода в строй броненосец хотя и не был ещё устаревшим, но уже уступал наиболее мощным кораблям основного противника — Великобритании.